# Bruttia Crispina
Bruttia Crispina Marcus Aurelius Commodus felesége. Apja Caius Bruttius Praesens, a 153. év consulja és Africa helytartója. Anyja Crispina. Valamikor a 160-as évek elején született. 178-ban ment férjhez Marcus Aurelius császár fiához. A házasság nem jól alakult, 182 után – a Lucilla-féle összeesküvés felfedését követően – az egyik halálraítélt és kivégzett összeesküvő, Ummius Quadratus volt felesége lett Commodus ágyasa. Valamikor 187 után – mivel abban az évben még Lucius Bruttius Quintius Crispinus, Crispina testvére volt a consul, ezért korábbi időpont nem valószínű – Commodus hűtlenség miatt Capri szigetére száműzte. Nemcsak száműzetése dátuma ismeretlen, de itt bekövetkező haláláé is, valamikor 187–193 körül. Harmincéves korát még biztosan nem érte el.
Egyes állítások szerint 192-ben született Claudia Crispina nevű leánya, aki Constantius Chlorus egyik őse lett volna.